# Османски барок
Османски барок (Турски барок, Османско или Турско Рококо) е стил в османското изкуството. Според изкуствоведа Джелал Есад (1875–1971) епохата продължава от 1730 до 1808 година. Терминът Османски барок е разпространен от архитекта Доган Кубан, но от средата на 1980-те той критикуван.